# Oliver Bokern
Oliver Bokern (Löningen 18 août 1973) est un acteur allemand.

## Biographie
Après sa formation à l’académie du théâtre de Ulm de 1991 à 1995, Bockern se produit dans des productions théâtrales à Ravensburg (1996–2000), Maßbach, Vienne (1999) et Hambourg (1999–2002).
Bockern participe à des films et des téléfilms :
- Wenn es regnet (2000, cout-métrage)
- Das verflixte 17. Jahr (2000, film)
- Kunden und andere Katastrophen (2001)
- Wir (2002, film)
- STF (2002, TV)
- Mission sauvetages (2002, TV)
- St. Angela (2002, TV)
- Tatort (2002)
- Tatort (2003)
- St. Angela (2003)
- Das Duo (2003)
- Der kleine Mönch (2003)
- Alphateam (2003)
- Bella Block (2004)
- Stefanie – Eine Frau startet durch (2004)
- Brigade du crime (2005)
- Depuis 2005 Oliver Bokern interprète le rôle de Jürgen Decker dans la production de Sat.1, Le Destin de Lisa (Verliebt in Berlin).

## Sources
- (de) Cet article est partiellement ou en totalité issu de l’article de Wikipédia en allemand intitulé « Oliver Bokern » (voir la liste des auteurs).